# Bridge over Troubled Water
Bridge over Troubled Water è il quinto e ultimo album del duo statunitense Simon & Garfunkel, pubblicato il 26 gennaio 1970.
Grazie all'apporto del produttore Roy Halee, l'album seguì stilisticamente Bookends, abbandonando in parte le sonorità collaudate del duo in favore di un "sound" più creativo, combinando rock, R&B, gospel, jazz, world music, pop ed altri generi musicali. Dopo aver terminato le riprese di Comma 22, Art Garfunkel tornò in studio insieme a Paul Simon per incidere circa 14 tracce, tre delle quali non finirono sull'album. L'inclusione di un dodicesimo brano fu a lungo discussa ma alla fine si decise per undici canzoni. Il disco è stato descritto sia come il loro "album più immediato" sia come il "più ambizioso".
Bridge over Troubled Water venne pubblicato il 26 gennaio 1970, e seguirono numerose successive ristampe. L'album fu mixato e distribuito sia in formato stereo che quadrofonico. L'8 marzo 2011, la Columbia Records ha pubblicato un'edizione speciale per il 40º anniversario del disco, con inclusi 2 DVD con lo speciale TV Songs of America (1969), il documentario The Harmony Game, note aggiuntive e un booklet. Altre ristampe contengono tracce aggiuntive, come l'edizione datata 2001, con cover e nastri demo di Feuilles-O e Bridge over Troubled Water.
Nonostante il grosso successo riscosso dall'album, il duo decise di separarsi; Garfunkel proseguì la sua carriera cinematografica, mentre Simon continuò a lavorare nel music business. Entrambi gli artisti pubblicarono album solisti negli anni seguenti. Bridge over Troubled Water include due delle canzoni più celebri ed acclamate di Simon & Garfunkel, Bridge over Troubled Water e The Boxer, inserite dalla rivista Rolling Stone nella lista dei 500 migliori brani musicali di tutti i tempi da loro redatta. Successo sia di critica che di pubblico, il disco raggiunse la vetta delle classifiche in più di dieci nazioni e vinse un Grammy Award come disco dell'anno, più altri due per la title track. Il disco ha venduto circa 25 milioni di copie, ed è stato inserito alla posizione numero 51 nella lista dei 500 migliori album secondo Rolling Stone.
La storia del making of dell'album è stata raccontata nel documentario The Harmony Game (2011), con interviste a Simon & Garfunkel e a vari collaboratori.

## Il disco

### Origine e storia
Nel 1969 Simon & Garfunkel, inizialmente "Tom & Jerry", erano già un duo di successo nell'industria musicale. I loro album Parsley, Sage, Rosemary and Thyme, la colonna sonora del film Il laureato di Mike Nichols, e Bookends avevano raggiunto rispettivamente le posizioni numero 3, 2 e 1 nella classifica statunitense Billboard 200, con il primo e il terzo che avevano venduto nei soli Stati Uniti milioni di copie. Art Garfunkel ottenne la parte del Capitano Nately in un altro film di Nichols, Comma 22, basato sul romanzo omonimo. Inizialmente Paul Simon avrebbe voluto interpretare il personaggio di Dunbar nel film, ma lo sceneggiatore Buck Henry ritenne che la storia era già troppo piena di personaggi e tagliò via del tutto la sua parte. La lavorazione inaspettatamente lunga del film mise alla prova la relazione artistica tra Simon e Garfunkel; e lo stesso Garfunkel motivò la sua scelta in un'intervista del 1990 concessa a Paul Zollo di SongTalk: «il nostro modo di lavorare era che Paul scriveva mentre registravamo. Quindi, saremmo stati in studio per la maggior parte dei due mesi di lavoro sulle tre o quattro canzoni che Paul aveva scritto, registrandole, e quando finito, avremmo interrotto per un paio di mesi mentre Paul lavorava sul prossimo gruppo di tre o quattro canzoni. [...] piuttosto che aspettare che Paul scrivesse le prossime canzoni, me ne andai e feci questo film».
Le riprese di Comma 22 iniziarono nel gennaio 1969 e proseguirono per circa otto mesi. Simon non aveva completato nessuna nuova canzone a questo punto, e il duo decise di finire l'album alla fine del film. Roy Halee si occupò della produzione discografica, e come nel caso del precedente Bookends, diede alle registrazioni un sound sperimentale, prendendo le distanze dal tipico stile folk rock del duo per esplorare nuovi generi.
Bridge over Troubled Water fu il primo album della coppia a contenere la lista dei musicisti di supporto nelle note interne del disco.
Essendo molto occupati nella lavorazione dell'album, Simon & Garfunkel furono costretti a rifiutare l'invito di esibirsi al festival di Woodstock.

### Descrizione dei brani

#### Bridge over Troubled Water
Simon scrisse Bridge over Troubled Water in quanto voleva un brano dalla sonorità gospel, e quindi scritturò il session man Larry Knechtel affinché suonasse il pianoforte nel pezzo. La canzone aveva in origine un testo più corto costituito da sole due strofe, ma Garfunkel ritenne il brano troppo corto e chiese a Knechtel di suonare una terza strofa, sulla quale Simon avrebbe aggiunto le parole. Simon & Garfunkel tornarono poi a New York per incidere le parti vocali. Lo stile vocale in Bridge over Troubled Water si ispirò a quanto fatto dal produttore Phil Spector in Old Man River dei The Righteous Brothers. Dopo due mesi il brano poté dirsi completato. Simon stesso ammise che la canzone era un po' in stile Beatles e poteva ricordare nelle atmosfere Let It Be, ma ribadì anche di essere comunque del tutto soddisfatto del risultato ottenuto. La composizione di Bridge over Troubled Water venne influenzata dalla musica gospel ascoltata all'epoca da Simon, in special modo da Mary Don't You Weep degli Swan Silvertones.

#### El cóndor pasa (If I Could)
El cóndor pasa (If I Could) si basa su una canzone tradizionale peruviana. Simon pensò erroneamente che la melodia del brano fosse di pubblico dominio, ma in realtà era stata composta da Daniel Alomía Robles (morto nel 1942). Il figlio di Robles intentò causa alla casa discografica di Paul Simon, dichiarando di detenere i diritti di copyright del brano negli Stati Uniti. Il tribunale gli diede ragione, e la casa discografica fu costretta a pagare i diritti d'autore per permettere a Simon di inserire la canzone nel disco. Egli scrisse un testo in inglese sulla registrazione strumentale dei Los Incas, e la canzone divenne una delle più celebri dell'album.

#### Cecilia
Nell'estate del 1969, Simon, la moglie Peggy e Garfunkel affittarono una casa a Blue Jay Way a Los Angeles, dato che Garfunkel non voleva fare avanti e indietro dal set di Comma 22, che si girava appunto sulla West Coast. In questa sessione, il duo sperimentò di creare una canzone mettendo insieme suoni inusuali di vari oggetti. Garfunkel aveva un registratore portatile a cassette dotato di effetto di riverbero, così ogni suono avrebbe ricevuto una eco. Una volta finito, Simon diede il nastro a Halee, che si mise a lavorare sulla traccia. Il risultato fu la canzone Cecilia che finì sull'album.

#### Keep the Customer Satisfied
In stile rockabilly alla Everly Brothers, Keep the Customer Satisfied racconta degli estenuanti tour dei quali Simon era stufo, tematica già trattata in Homeward Bound.

#### So Long, Frank Lloyd Wright
So Long, Frank Lloyd Wright è un omaggio all'architetto Frank Lloyd Wright ma anche a Garfunkel stesso, che avrebbe voluto studiare architettura. Simon vi suona la chitarra in stile Latin jazz e Bossa nova.

#### The Boxer
La registrazione della ballata folk The Boxer, canzone che era già stata in parte composta da Simon nel 1968 e pubblicata su singolo nel marzo 1969, divenne uno dei maggiori successi della carriera della coppia. La lavorazione dell'incisione durò oltre 100 ore e si svolse in varie location. La maggior parte della traccia venne incisa a Nashville, ai Columbia Studios, dal 6 all'8 dicembre 1968. La parte conclusiva e la sezione fiati furono registrate all'interno della St. Paul's Chapel della Columbia University, e gli archi nuovamente ai Columbia Studios.

#### Baby Driver
Baby Driver, un rock and roll vivace, già pubblicato come B-side del 45 giri The Boxer, narra la storia di un ragazzo che vive una vita agiata tra le pareti della propria casa, ma che sogna di vivere delle avventure erotiche e un bel giorno decide di evadere in cerca della prima esperienza sessuale. L'incisione contiene rumori d'auto, una parte cantata alla Beach Boys e parole inventate.

#### The Only Living Boy in New York
The Only Living Boy in New York, secondo quanto affermato da Bill Janovitz di AllMusic, possiede caratteristiche simili ad alcune canzoni di Elton John, specialmente Rocket Man. In un'intervista concessa a SongTalk, Simon disse che per incidere il verso "aaah" furono sovraincise dalle 12 alle 15 voci, mentre Garfunkel ricordò che durante la registrazione della canzone, Bob Dylan venne a trovarli in studio. Simon compose The Only Living Boy in New York mentre Garfunkel stava recitando in Messico impegnato nelle riprese del film Comma 22, e il testo del brano riflette la sua solitudine e il senso di isolamento che provava a New York.

#### Why Don't You Write Me
Why Don't You Write Me, parla della separazione di Simon dalla moglie Peggy. In questa canzone Simon sperimenta per la prima volta con il nascente genere reggae, stile che avrebbe approfondito ancora nel corso della sua carriera solista.

#### Bye Bye Love
Verso la fine delle riprese di Comma 22 in ottobre, Simon & Garfunkel si esibirono dal vivo ad Ames, Iowa. Il concerto incluse in scaletta una reinterpretazione del celebre brano Bye Bye Love degli Everly Brothers, esecuzione accompagnata dal ritmico battito delle mani da parte del pubblico. Simon & Garfunkel restarono affascinati dal risultato, e quindi vollero replicare l'effetto in studio ed inserire la cover in Bridge over Trouble Water.

#### Song for the Asking
L'ultima traccia dell'album, Song for the Asking, rappresenta un "gesto di pace" l'uno verso l'altro da parte di Simon & Garfunkel, tenendo così aperta la possibilità di una riconciliazione e di ulteriori collaborazioni.

## Tracce
Testi e musiche di Paul Simon, eccetto dove indicato
1. Bridge over Troubled Water – 4:52
2. El cóndor pasa (If I Could) – 3:06 (Daniel A. Robles, Jorge Milchberg, Paul Simon)
3. Cecilia – 2:55
4. Keep the Customer Satisfied – 2:33
5. So Long, Frank Lloyd Wright – 3:41
6. The Boxer – 5:08
7. Baby Driver – 3:14
8. The Only Living Boy in New York – 3:58
9. Why Don't You Write Me – 2:45
10. Bye Bye Love – 2:55 – Registrata dal vivo a Ames, Iowa
11. Song for the Asking – 1:49

## Formazione
- Paul Simon - chitarra, voce
- Art Garfunkel - voce
- Joe Osborn - basso
- Larry Knechtel - pianoforte
- Fred Carter, Jr. - chitarra
- Hal Blaine - batteria
- Jimmie Haskell, Ernie Freeman - archi
- John Faddis, Randy Brecker, Lew Soloff, Alan Rubin - ottoni
- Los Incas - strumenti peruviani

## Outtakes
Le canzoni Cuba Si, Nixon No, Groundhog, e la demo Feuilles-O furono tutte registrate durante le sessioni di registrazione del disco ma non furono incluse come tracce. Cuba Si, Nixon No fu successivamente inserita in una copia del concerto dell'11 novembre 1969 di Simon & Garfunkel alla Miami University, mentre la demo di Feuilles-O fu commercializzata solo il 4 ottobre 1997 nel box completo Old Friends.

## Pubblicazione
Dopo la pausa per il Natale, la coppia continuò a lavorare al disco agli inizi del 1970 terminandolo alla fine di gennaio. Undici brani furono inclusi nell'album. Pubblicato negli Stati Uniti il 26 gennaio 1970, Bridge over Troubled Water raggiunse la vetta della classifica in oltre dieci paesi, inclusi Stati Uniti e Gran Bretagna. Fu il maggior successo discografico del 1970, 1971 e 1972 e divenne l'album più venduto dell'epoca. Rimase il maggior successo della CBS Records fino all'uscita di Thriller di Michael Jackson nel 1982. L'album restò in vetta alla Billboard 200 per 10 settimane e rimase in classifica per 85 settimane complessive.

## Accoglienza
| Recensione                    | Giudizio |
| ----------------------------- | -------- |
| AllMusic                      | [ 1 ]    |
| Blender                       | [ 46 ]   |
| Encyclopedia of Popular Music | [ 47 ]   |
| Entertainment Weekly          | A−       |
| Pitchfork                     | [ 49 ]   |
| Q                             | [ 50 ]   |
| Rolling Stone                 | [ 51 ]   |
| Uncut                         |          |
| Robert Christgau              | B        |
| Piero Scaruffi                | [ 53 ]   |
| Ondarock                      | [ 54 ]   |

Il disco riscosse un grande successo a livello mondiale, vendendo solo negli Stati Uniti otto milioni di copie, raggiungendo la prima posizione e rimanendo ininterrottamente nella Official Albums Chart dal 1970 al 1975. È risultato essere il disco più venduto dell'anno in Australia, Canada, Francia, Germania, Paesi Bassi, Spagna, Stati Uniti e per due anni nel Regno Unito, dove è anche il disco più venduto degli anni settanta. In Italia raggiunse la quarta posizione classificandosi come ottavo maggiore successo del 1970. Si stima che abbia venduto in tutto il mondo oltre venti milioni di copie. L'album ricevette sei Grammy Award, tra cui quello per il miglior album dell'anno e il Grammy Award alla registrazione dell'anno. Una voce fuori dal coro del plauso generale fu quella di Chris Charlesworth, autore di The Complete Guide to the Music of Paul Simon and Simon & Garfunkel, il quale in una recensione posteriore dell'album, diede al disco un giudizio misto, facendo notare come solo sette tracce su undici (Bridge over Troubled Water, El cóndor pasa, So Long, Frank Lloyd Wright, The Boxer, The Only Living Boy in New York, Bye Bye Love e Song for the Asking) fossero veramente buone, mentre le restanti, secondo lui, erano solo degli "riempitivi". Si dichiarò inoltre sorpreso dal successo riscosso dall'album.
Nel 2003 l'album fu annoverato nella lista dei 500 migliori album secondo Rolling Stone al 51º posto. Nello stesso anno il network televisivo VH1 lo proclamò 33° miglior album del secolo.

## Classifiche

### Classifiche settimanali
| Classifica (1970) | Posizione massima |
| ----------------- | ----------------- |
| Australia         | 1                 |
| Austria           | 1                 |
| Canada            | 1                 |
| Danimarca         | 2                 |
| Finlandia         | 1                 |
| Francia           | 1                 |
| Germania          | 1                 |
| Giappone          | 1                 |
| Italia            | 4                 |
| Norvegia          | 1                 |
| Paesi Bassi       | 1                 |
| Regno Unito       | 1                 |
| Spagna            | 1                 |
| Stati Uniti       | 1                 |
| Svezia            | 1                 |

### Classifiche di fine anno
| Classifica (1970) | Posizione |
| ----------------- | --------- |
| Australia         | 1         |
| Francia           | 1         |
| Giappone          | 6         |
| Italia            | 8         |
| Regno Unito       | 1         |
| Spagna            | 1         |
| Stati Uniti       | 1         |
| Classifica (1971) | Posizione |
| Giappone          | 2         |
| Regno Unito       | 1         |
| Classifica (1972) | Posizione |
| Regno Unito       | 6         |

### Classifiche di fine decennio
| Classifica (1970-79) | Posizione |
| -------------------- | --------- |
| Regno Unito          | 1         |